# هربرت فيلدينغ
هربرت فيلدينغ (بالإنجليزية: Herbert Fielding)‏ هو سياسي أمريكي، ولد في 6 يوليو 1923 في تشارلستون في الولايات المتحدة، وتوفي في 10 أغسطس 2015. حزبياً، نشط في الحزب الديمقراطي. وقد انتخب عضو مجلس نواب كارولاينا الجنوبية وانتخب عضو مجلس ولاية كارولاينا الجنوبية.